# William Allen (Kardinal)

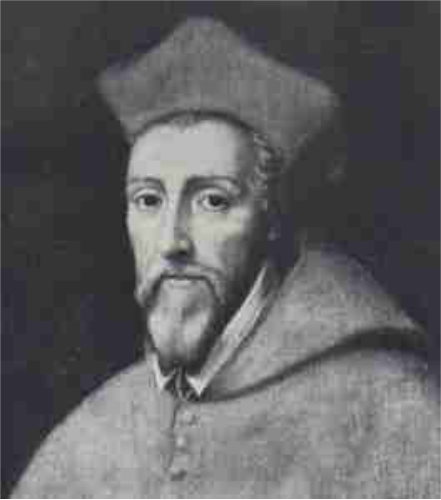
Kardinal William Allen

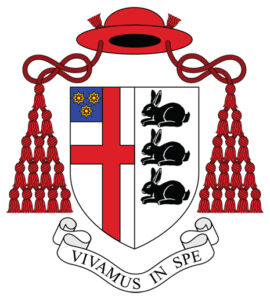
Kardinalswappen (modernes Schema)

William Allen (* 1532 in Rossall, Lancashire; † 16. Oktober 1594 in Rom) war ein englischer Kardinal und Politiker.

## Leben
1547 begann Allen ein Studium am Oriel College in Oxford (1554 Magister artium). Ab 1556/1557 wirkte er als Prokurator des College und war ab 1558 Domherr von York. Nach der Thronbesteigung von Königin Elisabeth I. verließ Allen 1561 England und ging nach Löwen. Bereits ein Jahr später kehrte er in seine Heimat zurück und organisierte den Widerstand gegen die Protestanten.
1565 musste Allen erneut aus England fliehen. Im selben Jahr empfing er die Priesterweihe. 1568 gründete er in Douai das Collège des Anglais. 1578 wurde Allens Priesterseminar der Stadt verwiesen, und er musste es bis 1593 nach Reims verlegen. Das College, das sich ursprünglich nur der Ausbildung des englischen Klerus für die Mission im Heimatland widmete, erweiterte später sein Aufgabengebiet um die Erziehung von Laien. Das St Edmund's College sowie das Ushaw College gingen aus dem Collège des Anglais hervor. 1579 gründete William Allen das Collegium Anglicanum in Rom. 1580 überzeugte er Papst Gregor XIII., die Aufgabe der Rekatholisierung Englands in die Hände der Jesuiten zu legen. Allen schickte unter anderen Robert Parsons und Edmund Campion auf Mission nach England. Er selber leitete das Vorhaben vom Festland aus.
Allen favorisierte die gewaltsame Rekatholisierung Englands und verbündete sich deshalb mit den Anhängern von Maria Stuart sowie Philipp II. Er unterstützte Spanien bei den Planungen für eine Invasion in England. Dafür wurde er am 7. August 1587 von Papst Sixtus V. zum Kardinal erhoben und kurz darauf als Kardinalpriester von Santi Silvestro e Martino ai Monti installiert. Philipp II. verlieh ihm 1588 eine Abtei in Kalabrien. Ein Jahr später wurde Allen vom spanischen König zum Erzbischof von Mecheln und Metropoliten von Belgien ernannt. Allerdings erfolgte niemals seine Präkonisation, wohl aufgrund der durch den König nicht erfolgten ausreichenden Ausstattung des Bischofssitzes.
Unter Papst Gregor XIV. wurde William Allen zum Bibliothekar der Vaticana sowie zum Mitglied der Revisionskommission der Vulgata.